# Dresdner Münzvertrag

Vereinsmünze von 1855

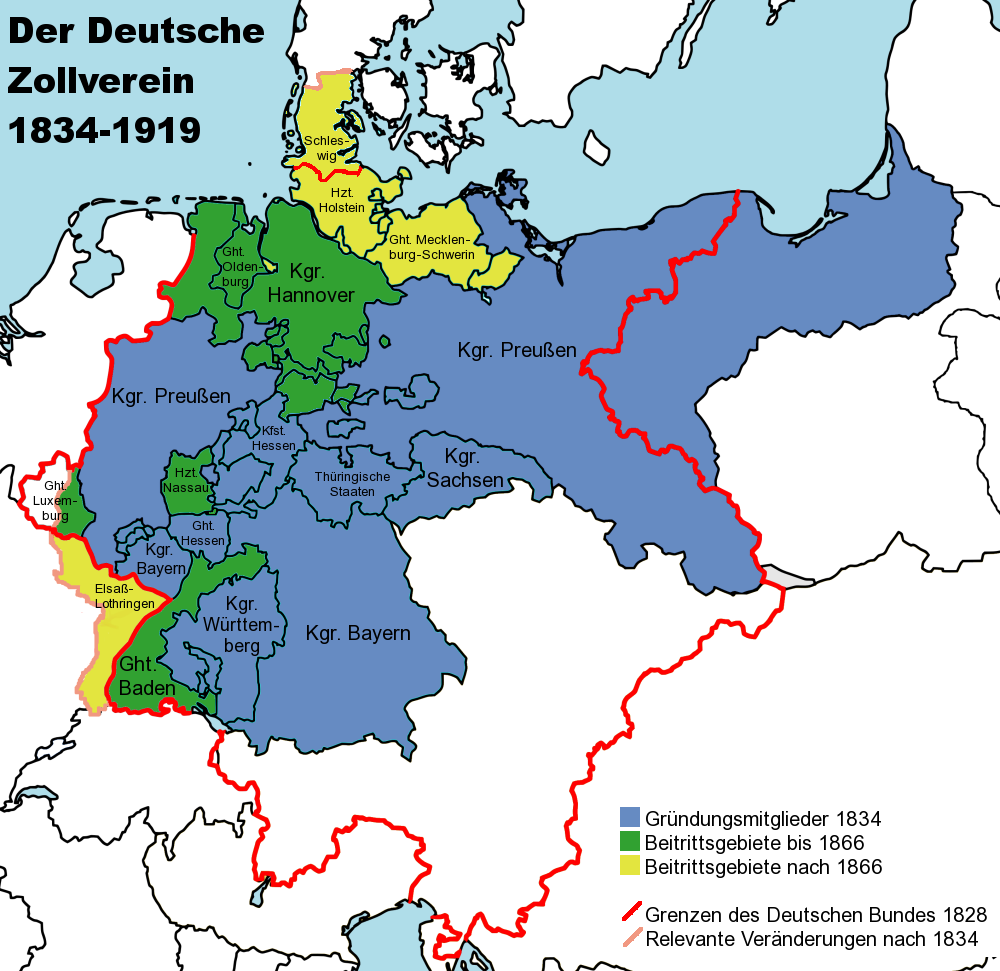
Deutscher Zollverein, Gründungsstaaten in blau

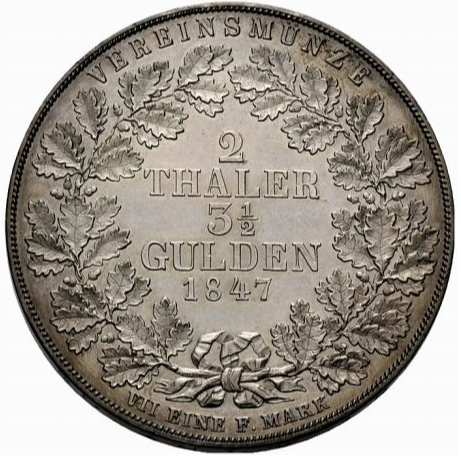
Vereinsdoppeltaler mit Wertangabe 2 / THALER / 3½ / GULDEN und Jahreszahl 1847 (Waldeck-Pyrmont „Dicke Emma“)

Der Dresdner Münzvertrag vom 30. Juli 1838 verband die durch den Münchner Münzvertrag vom 25. August 1837 verbundenen Mitglieder des Süddeutschen Münzvereins mit einigen norddeutschen Staaten unter dem Dach des Deutschen Zollvereins.

## Mitgliedsstaaten
Dem Dresdner Vertrag traten zunächst alle Zollvereinsstaaten bei. Gründungsmitglieder waren: 1. für das Talergebiet: Preußen, Sachsen, Kurfürstentum Hessen (Hessen-Kassel), Großherzogtum Sachsen (Sachsen-Weimar-Eisenach), Sachsen-Altenburg, Sachsen-Coburg-Gotha, Schwarzburg-Rudolstadt (nur für die Unterherrschaft), Schwarzburg-Sondershausen, Reuss (ältere und jüngere Linie); 2. für das Guldengebiet: Bayern, Württemberg, Baden, Großherzogtum Hessen (Hessen-Darmstadt), Sachsen-Meiningen, Sachsen-Coburg-Gotha (nur für das Fürstentum Coburg, sonst Talergebiet), Nassau, Schwarzburg-Rudolstadt (nur für die Oberherrschaft), Frankfurt. Nachträglich traten dem Vertrag bei: Oldenburg (nur für den Landesteil Birkenfeld), die Linien von Anhalt und Waldeck (jeweils für das Talergebiet). Nicht beigetreten sind: Braunschweig, Bremen, Hamburg, Hannover, Lübeck, beide Mecklenburg, Oldenburg für das Stammland, Schleswig und Holstein, Lauenburg und Österreich. Die nicht beigetretenen Staaten wurden auch nicht Mitglied im Zollverein.

## Wesentlicher Vertragsinhalt

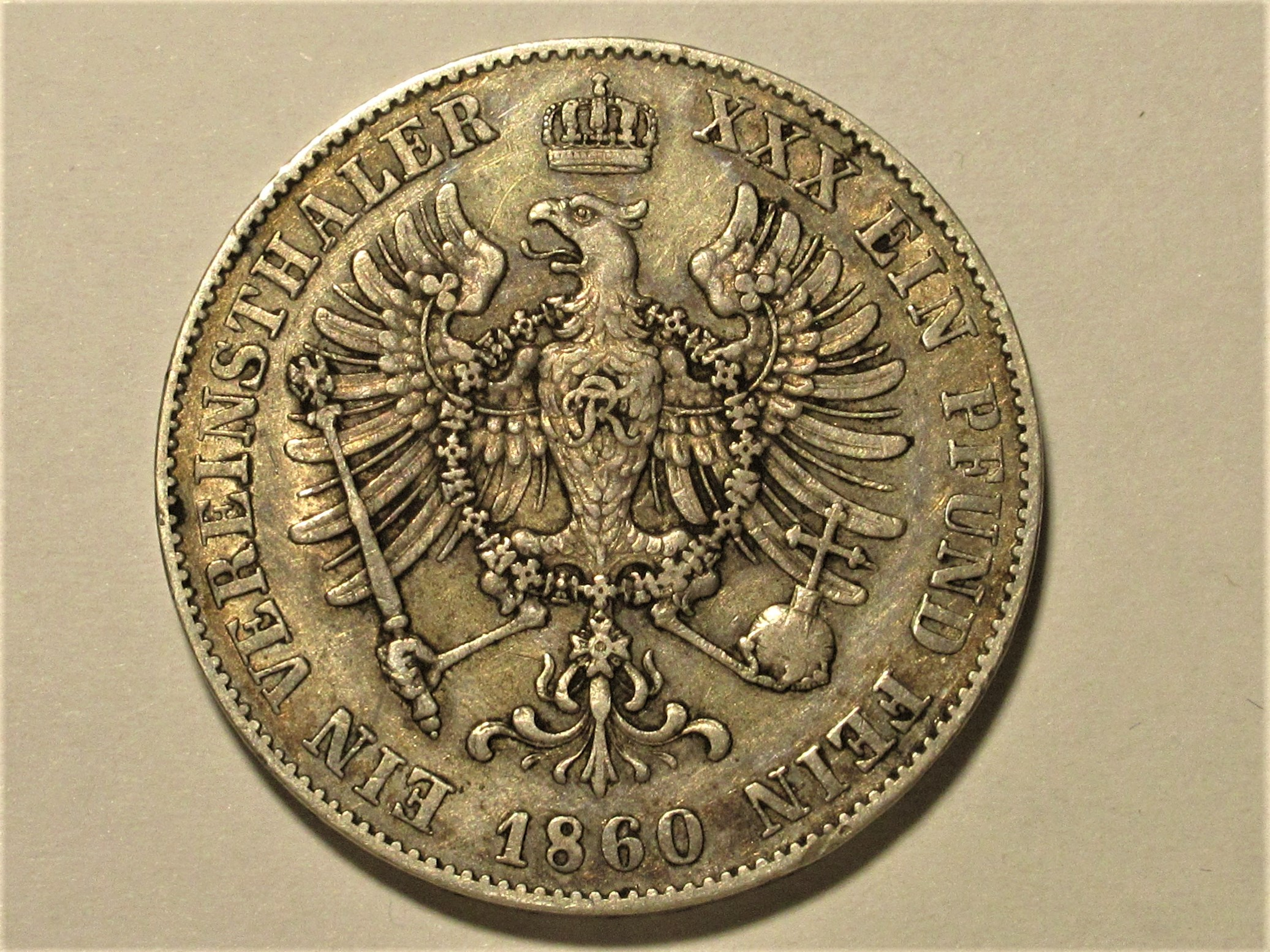
Preußischer Vereinstaler von 1860 im 30-Talerfuß, AKS 78

Zu den wesentlichen Eckpunkten des Vertrages gehörten: die Festlegung des Münzgrundgewichtes der Kölner Mark auf genau 233,855 Gramm, des Münzfußes auf 14 Taler bzw. 24 1⁄2 Gulden. Damit wurden der norddeutsche Taler des 14-Taler-Fußes und der Gulden des Süddeutschen Münzvereins in ein festes Verhältnis zueinander gesetzt. Der Taler entsprach damit 1,75 Gulden. 30 Silbergroschen des Talergebiets (1 Taler = 30 Silbergroschen) entsprachen damit 45 Kreuzern des Guldengebiets (1 Gulden = 60 Kreuzer). Diese Verhältnisse waren nun fest und damit übersichtlicher als zuvor.
Nachdem der Münchner Münzvertrag im süddeutschen Raum ein Jahr zuvor den 24 1⁄2-Gulden-Fuß als Silberstandard verbindlich eingeführt und die Scheidemünzen bis herab zum 3-Kreuzer-Stück nach einheitlichen Maßen und Gewichten festgelegt hatte, war damit die Anbindung des süddeutschen Guldenmünzfußes an den preußischen 14-Taler-Fuß, der gleichzeitig z. B. auch im Königreich Sachsen unter Aufgabe des bisherigen 13 1⁄3-Conventionstaler-Fußes eingeführt wurde, abgeschlossen. Als Symbol für den Vertrag wurde die neue große Silbermünze im Wert von 2 Talern oder 3 1⁄2 Gulden, als überall gültige Vereinsmünze beschlossen und in den folgenden Jahren physisch, wenn auch in sehr geringem Umfang, ausgemünzt.
Abgeschlossen wurden die Reihe der drei wichtigsten Münzverträge des Deutschen Zollvereins mit dem Wiener Münzvertrag vom 24. Januar 1857 durch die Einführung von einfachen Vereinstalern, die nun in allen Zollvereinsländern – einschließlich der süddeutschen Guldenländern und Österreich – als offizielle Vereinstaler als einheitliche Kurantmünzen galten. Gleichzeitig erfolgte hier der Übergang von der Gewichtsmark (= 16 Lot) zum Zollpfund (= 30 Neu-Lot = 500 Gramm) als Edelmetallgewicht für den Münzfuß. Es galt:
- 1 Pfund Feinsilber = 30 Vereinstaler
  - 1 Vereinstaler = 30 Neugroschen = 300 Pfennige

Der Feinsilbergehalt der Taler änderte sich damit kaum. Er fiel von theoretischen 16,704 auf 16,667 Gramm. Der geringe Unterschied führte zu keiner unterschiedlichen Behandlung der vor und nach dem Wiener Vertrag geprägten Taler durch den Zahlungsverkehr.

## Wirkungen
Der Dresdner Münzvertrag galt lange Zeit als die entscheidende Vorbereitung für die Reichsmünzgesetze von 1871 und 1873. Erst in jüngster Zeit ist seine Bedeutung relativiert worden. Die preußische Münzreform von 1821, die eine reine Reform des preußischen Kleinmünzenwesens war, der Münchner Münzvertrag von 1837 und die sächsische Münzreform von 1840 gelten nun als dem Dresdner Münzvertrag mindestens gleichwertige Impulse. Alle wesentlichen Parameter zur Vereinheitlichung von Münzgrundgewicht und zur Harmonisierung der Münzfüße des Taler- und des Guldengebiets hatte der Münchner Münzvertrag bereits vorweggenommen, indem der Süddeutsche Münzverein sich den preußischen Begebenheiten hinreichend angepasst hatte. Der Dresdner Münzvertrag schrieb die wesentlichen Festsetzungen des Münchner Münzvertrages nur fort. Er brachte inhaltlich nur wenig Neues, war aber von großer symbolischer Bedeutung.